# Санчо VII (король Наварры)
Санчо VII Сильный (исп. Sancho el Fuerte, баск. Santxo Azkarra; род. в 1150-е годы — ум. 17 апреля 1234) — король Наварры с 1194 года, сын короля Санчо VI и Санчи Кастильской.

## Биография

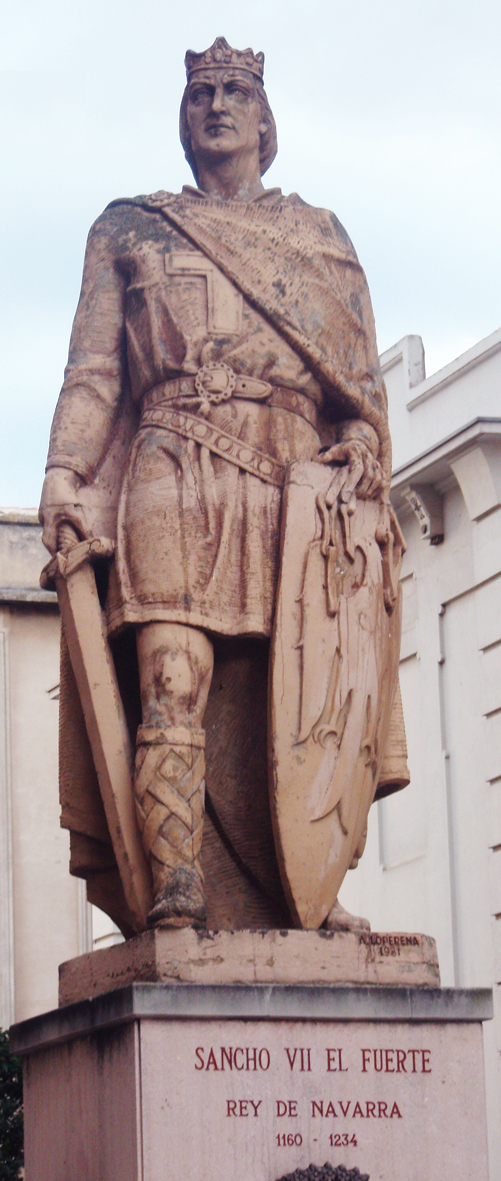
Памятник Санчо VII в его резиденции Туделе

Родился, скорее всего в 1150-е годы, часто называются 1154 или 1157 год.
Санчо VII стал королём Наварры в 1194 году после смерти Санчо VI. Через год разгорелся конфликт между Наваррой и Кастилией из-за того, что Санчо не успел подвести свои войска к сражению при Аларкосе, и кастильцы потерпели поражение. Альфонс VIII обвинил в поражении Санчо и начал против него войну, но был разбит. В 1200 году Санчо предпринял военную экспедицию против мавров, прошёл по Мурсии, Андалусии и даже вторгся в Африку. Воспользовавшись его отсутствием, Кастилия и Арагон расчленили Наваррское королевство, захватив Алаву, Гипускоа и Бискайю. По Гвадалахарскому мирному соглашению 1207 года Санчо вынужден был признать все территориальные потери.

Позднее Санчо внёс решающий вклад в победу армии христианской коалиции над войсками Альмохадов 16 июля 1212 года в битве при Лас-Навас-де-Толоса. Позади войск Альмохадов размещался лагерь, в центре которого находилась палатка их вождя Мухаммада ан-Насира (христиане называли его Мирамамолин). Палатку охраняла его личная гвардия, состоявшая из тысячи африканских рабов, которые были скованы между собой цепью (по одной из легенд она была золотой) и окружали палатку своего господина, образовывая как бы живую стену, которая защищала от возможного нападения. В один из решающих моментов битвы, королю Наварры со своими рыцарями удалось приблизится к палатке вождя альмохадов, но они никак не могли преодолеть плотную стену скованных цепями охранников. Тогда Санчо разрубил эти цепи и на своём коне прорвался к палатке, увлекая наваррцев за собой. Видя этот успех, им на помощь поспешили и другие.
|                |
| Герб Санчо VII |

 В палатке сидел Мухаммад ан-Насир, читающий Коран, а на голове его был большой белый тюрбан с огромным зелёным изумрудом в центре. Мухаммад ан-Насир, видя, что потерпел поражение, вскочил на своего коня и в ужасе бежал. В альмохадском войске началась всеобщая паника и, вскоре, всё оставшееся войско обратилось в бегство. После этой битвы Санчо получил герб в виде червлёного щита с перекрещивающимися золотыми цепями и зелёным изумрудом в центре.
В какой-то момент Санчо передал королевские полномочия сестре Бланке, бывшей замужем за Тибо III, графом Шампани, но в 1229 году она умерла, а в 1232 году скончалась и другая сестра, Беренгария, жена Ричарда Львиное Сердце. Таким образом, бездетный Санчо стал последним представителем мужской линии династии Хименесов, правивших в Наварре с начала X века. После его смерти королём Наварры был избран его племянник Тибо, сын Бланки и графа Шампани.

Анализ останков Санчо подтвердил совершенно выдающийся для XII века рост монарха — 223 сантиметра.

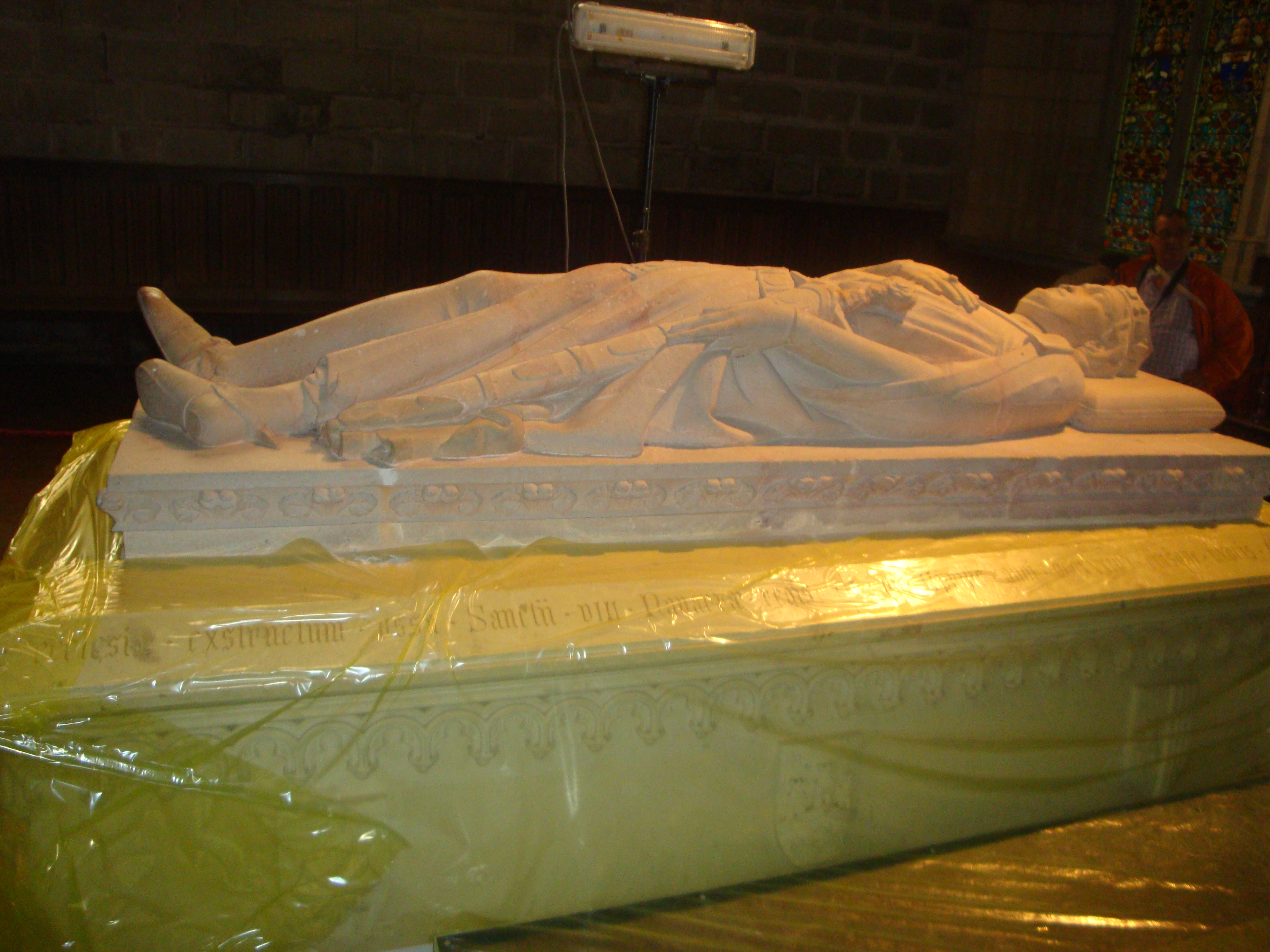
Гробница Санчо VII